# Lisaki
Lisaki (niem. Lissaken, 1938–1945 Drugen) – nieoficjalny przysiółek wsi Jakuby w Polsce położonej w województwie warmińsko-mazurskim, w powiecie piskim, w gminie Biała Piska
Dawna wieś w starostwie piskim, położona na wschód od wsi Cwaliny, założona w ramach kolonizacji Wielkiej Puszczy, przy granicy z Mazowszem.
Wieś służebna w posiadaniu drobnego rycerstwa (tak zwani wolni, ziemianie), lokowana na prawie chełmińskim w 1428 r. przez Josta Struppergera, komtura bałgijskiego i wójta natangijskiego, za wiedzą i wolą wielkiego mistrza Pawła von Rusdorfa. Przywilej lokacyjny otrzymał niejaki Andrzej (Andres) na 10 łanów nad rzeczką Lyserflisse, obciążone jedną służbą zbrojną. Wolnizna od służby zbrojnej i płużnego wynosiła 15 lat, ale nie dotyczyła czynszu rekognicyjnego. W 1471 r. dodatkowe nadania ziemi otrzymali wolni w Lisakach i Myszkach od komtura Flacha von Schwartzburga. W Lisakach Kacper Drugen otrzymał 12 łanów na prawie magdeburskim z obowiązkiem jednej służby zbrojnej. Po tych nadaniach wieś obejmowała 22 łany z obowiązkiem dwóch służb zbrojnych.